# Tarłów
Tarłów è un comune rurale polacco del distretto di Opatów, nel voivodato della Santacroce.
Ricopre una superficie di 163,77 km² e nel 2004 contava 5 805 abitanti.